# Francisco Palacios (futbolista argentino)
Francisco Palacios (San Miguel de Tucumán, Tucumán, Argentina, 6 de diciembre de 1983) es un exfutbolista argentino que jugaba como volante.

## Trayectoria

### Atlético Tucumán
Palacios debutó en Atlético Tucumán en el año 2004. Su primera etapa en el decano duró hasta el 2005. Para la temporada 2006/07 volvió al club.

### Talleres de Perico
En 2005 viajó a Jujuy, para jugar en Talleres de Perico. Jugó en el club periqueño durante una temporada.

### La Florida
En el 2007 pasó a La Florida. En el tricolor de Cruz Alta jugó hasta el año 2008.

### Atlético Concepción
En el 2008 se sumó a Atlético Concepción, donde tuve un breve paso. Para la temporada 2011/12 regresó al club bandeño.

### Policial
En el 2009 se mudó a Catamarca y se unió a Policial. Jugó en el club catamarqueño hasta el año 2011.

## Clubes
| Club                | País      |
| ------------------- | --------- |
| Atlético Tucumán    | Argentina |
| Talleres de Perico  | Argentina |
| La Florida          | Argentina |
| Atlético Concepción | Argentina |
| Policial            | Argentina |